# Spilopteron longiareolatum
Spilopteron longiareolatum är en stekelart som beskrevs av Wang 1988. Spilopteron longiareolatum ingår i släktet Spilopteron och familjen brokparasitsteklar. Inga underarter finns listade i Catalogue of Life.